# Snøholstinden
De Snøholstinden is een berg behorende bij de gemeente Lom in de provincie Oppland in Noorwegen. De berg, gelegen in Nationaal park Jotunheimen, heeft een hoogte van 2141 meter.
De Snøholstinden is onderdeel van het gebergte Jotunheimen.